# Carlos Fernando de Carvalho
Carlos Fernando de Carvalho (1924 – 2024), foi um engenheiro e empresário brasileiro reconhecido por seu papel no desenvolvimento urbano do Rio de Janeiro, especialmente na Barra da Tijuca. Fundador da Carvalho Hosken, teve uma trajetória marcada pela aposta na expansão da Zona Oeste da cidade, transformando a região em um dos principais polos residenciais e comerciais do país.

## Origens e formação
Nascido em 1924, Carlos Fernando iniciou sua trajetória profissional de forma modesta e, com o tempo, consolidou-se como uma figura de referência no setor imobiliário. Formou-se em engenharia na Escola Politécnica da Universidade do Brasil, atual Universidade Federal do Rio de Janeiro (UFRJ), e fundou a Carvalho Hosken nos anos 1960, com um foco inicial em obras públicas.

## Transformação da Barra da Tijuca
A grande mudança na carreira de Carlos Fernando aconteceu quando ele percebeu o potencial da Barra da Tijuca como vetor de expansão da cidade. Influenciado pelo Plano Piloto do urbanista Lúcio Costa, ele passou a adquirir terras na região e desenvolveu projetos que ajudaram a moldar sua identidade urbana. De acordo com o Jornal da Barra, ele foi um dos responsáveis por transformar a Barra no que hoje é conhecido como "Miami carioca".
Dentre seus principais empreendimentos estão:
- Península – um dos primeiros bairros planejados do Brasil com foco em sustentabilidade[3]
- Rio 2 – complexo urbano que integra residências e comércio[3]
- Ilha Pura – Vila dos Atletas dos Jogos Olímpicos de 2016, reconhecida por seu projeto ecológico[3]
- Centro Metropolitano – projeto voltado para integrar moradia, trabalho e lazer[3]

Carlos Fernando também esteve envolvido na urbanização de diversas áreas da Barra, incluindo a Avenida Abelardo Bueno e a dragagem da Lagoa da Tijuca

## Legado e reconhecimento
Com uma carreira de mais de seis décadas, Carlos Fernando de Carvalho foi reconhecido por seu impacto no desenvolvimento urbano do Rio de Janeiro. Segundo O Globo, ele foi um dos principais nomes por trás do lançamento de cerca de 20 mil unidades residenciais na Baixada de Jacarepaguá. Seu trabalho também teve impacto na arrecadação municipal, com os condomínios de sua empresa contribuindo significativamente para o IPTU da cidade.
Em 2024, ao completar 100 anos, Carlos Fernando recebeu diversas homenagens, incluindo uma missa celebrada no Hilton Barra e o título de Cidadão Benemérito do Rio de Janeiro, concedido pela Câmara Municipal.
Carlos Fernando de Carvalho faleceu em 2023, deixando um legado que continua a influenciar o urbanismo e o mercado imobiliário brasileiro.

## Homenagens
Em 8 de agosto de 2025, o prefeito Eduardo Paes alterou o nome de parte da Avenida Embaixador Abelardo Bueno (no trecho entre a Avenida Ayrton Senna e a Estrada Coronel Pedro Corrêa) para Avenida Engenheiro Carlos Carvalho.